# Pterodon (zoologia)
Lo pterodonte (gen. Pterodon) è un mammifero carnivoro estinto, appartenente ai creodonti. Visse nell'Eocene superiore e nell'Oligocene inferiore (circa 40 - 33 milioni di anni fa) e i suoi resti fossili sono stati ritrovati in Europa e in Africa. 

## Descrizione
Questo animale era dotato di un corpo lungo e basso e di zampe relativamente corte (se rapportate a quelle degli attuali carnivori). Il cranio era piuttosto grosso in relazione al resto del corpo e la struttura era piuttosto robusta. Il cranio era lungo circa 25 centimetri e le dimensioni totali dell'animale dovevano essere paragonabili a quelle di un grosso cane. Anche l'aspetto del cranio era vagamente simile a quello di un cane; il muso era lungo e i denti erano di conformazione tale che permettevano a questo animale sia di tagliare carne e pelle che di frantumare ossa abbastanza efficacemente. 

## Classificazione
Pterodon è un tipico rappresentante dei creodonti, e le sue caratteristiche hanno portato i paleontologi a includerlo nella famiglia degli ienodontidi; questi ultimi erano creodonti piuttosto specializzati, che divennero in pochi milioni di anni i principali predatori dell'Eocene e dell'Oligocene. I migliori fossili di Pterodon (il cui nome significa “dente alato”) appartengono alla specie Pterodon dasyuroides e sono stati ritrovati nel giacimento francese di Quercy. L'epiteto specifico, dasyuroides, richiama i dasiuri australiani (gen. Dasyurus), marsupiali carnivori dalla dentatura molto simile a quella di Pterodon. Altre specie (P. africanus, P. syrtos) sono state ritrovate in Africa del Nord. Si suppone che i più stretti parenti di Pterodon fossero i creodonti giganti del genere Hyainailouros.

## Paleobiologia

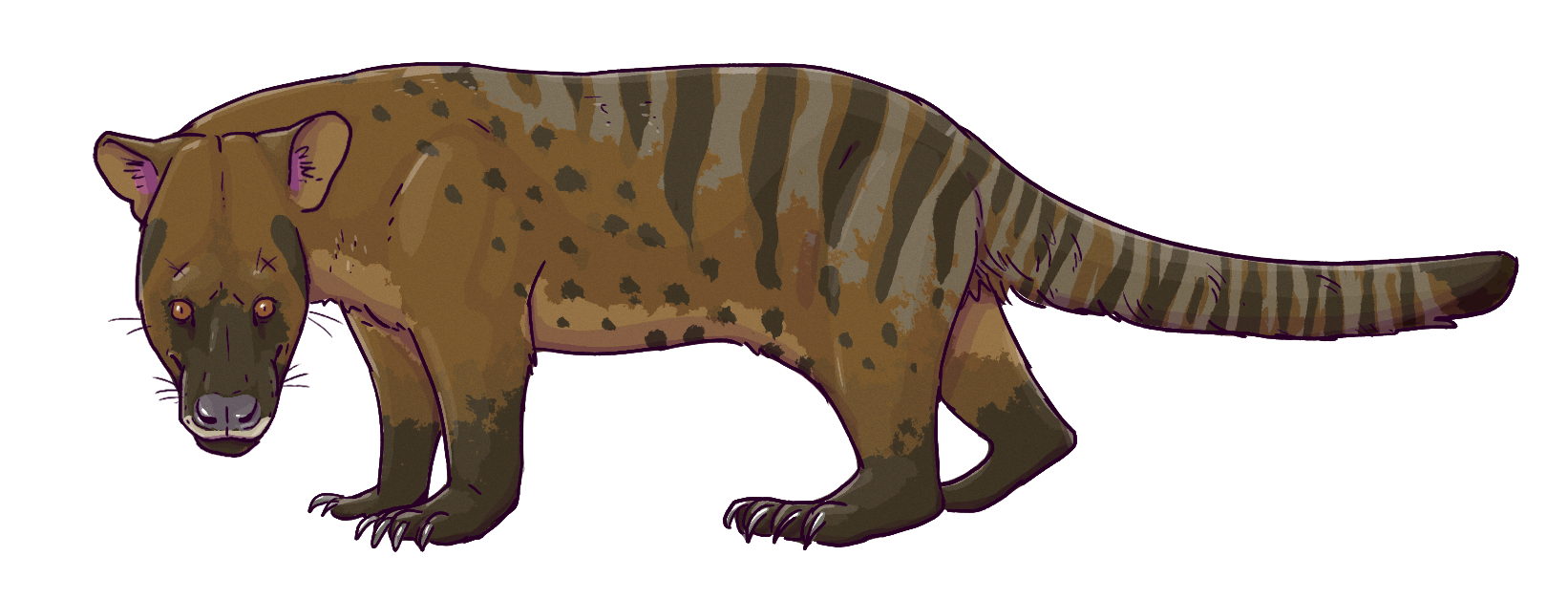
Ricostruzione di Pterodon dasyuroides. Le proporzioni generali del corpo sono state ipotizzate sulla base dei resti attribuiti ai generi Kerberos e Hyainailouros.

La disposizione dei muscoli della masticazione, ipotizzata dalle aree di inserzione nel cranio e nella mandibola, indica che questo animale possedeva un adattamento avanzato dell'apparato masticatorio in direzione di una funzione tranciante dei denti della zona delle guance (molari e premolari).